# 柏原村 (滋賀県)
柏原村（かしわばらむら）は、滋賀県坂田郡にあった村。現在の米原市の東部、東海道本線・柏原駅の周辺にあたる。

## 地理
- 河川：天野川

## 歴史
- 1889年（明治22年）4月1日 - 町村制の施行により、長久寺村・柏原村・清滝村・梓河内村・須川村・大野木村の区域をもって発足。
- 1955年（昭和30年）7月10日 - 大原村・東黒田村と合併して山東町が発足。同日柏原村廃止。

## 交通

### 鉄道路線
- 鉄道省
  - 東海道本線
    - 柏原駅

現在は旧村域を東海道新幹線が通過するが、当時は未開業。

### 道路
- 国道21号

現在は旧村域に名神高速道路の伊吹パーキングエリアが所在するが、当時は未開通。